# Cape Cuvier
Cape Cuvier är en udde i Australien. Den ligger i delstaten Western Australia, omkring 890 kilometer norr om delstatshuvudstaden Perth.
Trakten runt Cape Cuvier är nära nog obefolkad, med mindre än två invånare per kvadratkilometer.. Det finns inga samhällen i närheten.
Omgivningarna runt Cape Cuvier är i huvudsak ett öppet busklandskap.  Klimatförhållandena i området är arida. Genomsnittlig årsnederbörd är 158 millimeter. Den regnigaste månaden är juni, med i genomsnitt 34 mm nederbörd, och den torraste är oktober, med 1 mm nederbörd.